# Tournoi d'ouverture du championnat du Guatemala de football 2003
Navigation
Saison précédente Saison suivante
Le Tournoi Apertura 2003 est le neuvième tournoi saisonnier disputé au Guatemala.
C'est cependant la 56e fois que le titre de champion du Guatemala est remis en jeu.
Lors de ce tournoi, le CSD Comunicaciones a tenté de conserver son titre de champion du Guatemala face aux neuf meilleurs clubs guatémaltèques.
Chacun des dix clubs participant était confronté deux fois aux neuf autres équipes. Puis les six meilleurs se sont affrontés lors d'une phase finale à la fin du tournoi.
Seulement une place était qualificative pour la Copa Interclubes UNCAF.

## Les 10 clubs participants
| \| Guatemala: Aurora FC CSD Comunicaciones CSD Municipal Antigua GFC Guatemala Cobán Imperial Guatemala CD Jalapa Deportivo Marquense Guatemala Deportivo Teculután Xelaju MC Deportivo Zacapa \| Localisation des clubs. |
| Guatemala: Aurora FC CSD Comunicaciones CSD Municipal Antigua GFC Guatemala Cobán Imperial Guatemala CD Jalapa Deportivo Marquense Guatemala Deportivo Teculután Xelaju MC Deportivo Zacapa                               |

Ce tableau présente les dix équipes qualifiées pour disputer le championnat 2003-2004. On y trouve le nom des clubs, le nom des stades dans lesquels ils évoluent ainsi que la capacité et la localisation de ces derniers.
| Club                     | Stade                           | Capacité | Ville             |
| Antigua GFC              | Stade Pensativo                 | 10 000   | Antigua Guatemala |
| Aurora FC                | Stade de l'Ejército             | 13 300   | Guatemala City    |
| Cobán Imperial           | Stade Verapaz                   | 15 000   | Cobán             |
| CSD Comunicaciones       | Stade Mateo Flores              | 30 000   | Guatemala City    |
| CD Jalapa                | Stade Las Flores                | 15 000   | Jalapa            |
| Deportivo Marquense      | Stade Marquesa de la Ensenada   | 10 000   | San Marcos        |
| CSD Municipal            | Stade Mateo Flores              | 30 000   | Guatemala City    |
| Deportivo Teculután (en) | Stade Julio Héctor Paz Castilla | 4 000    | Teculután         |
| Xelaju MC                | Stade Mario Camposeco           | 11 000   | Quetzaltenango    |
| Deportivo Zacapa         | Stade David Ordoñez Bardales    | 10 000   | Zacapa            |

## Compétition
Le tournoi Apertura se déroule de la même façon que les tournois saisonniers précédents, en deux phases :
- La phase de qualification : les dix-huit journées de championnat.
- La phase finale : les matchs aller-retour allant des quarts de finale à la finale.

### Phase de qualification
Lors de la phase de qualification les dix équipes affrontent à deux reprises les neuf autres équipes selon un calendrier tiré aléatoirement.
Les deux meilleures équipes sont qualifiées directement pour les demi-finales et les quatre suivantes pour les quarts de finale.
Le classement est établi sur le barème de points classique (victoire à 3 points, match nul à 1, défaite à 0).
Le départage final se fait selon les critères suivants :
- Le nombre de points.
- La différence de buts générale.
- Le nombre de buts marqué.

#### Classement
| Rang | Équipe                   | Pts | J  | G  | N | P | Bp | Bc | Diff |
| ---- | ------------------------ | --- | -- | -- | - | - | -- | -- | ---- |
| 1    | CSD Comunicaciones T     | 36  | 18 | 10 | 6 | 2 | 38 | 21 | +17  |
| 2    | CSD Municipal            | 34  | 18 | 10 | 4 | 4 | 36 | 24 | +12  |
| 3    | Cobán Imperial           | 26  | 18 | 7  | 5 | 6 | 22 | 19 | +3   |
| 4    | Xelaju MC                | 24  | 18 | 7  | 3 | 8 | 25 | 26 | -1   |
| 5    | Deportivo Teculután (en) | 24  | 18 | 6  | 6 | 6 | 25 | 27 | -2   |
| 6    | CD Jalapa P              | 23  | 18 | 6  | 5 | 7 | 36 | 35 | +1   |
| 7    | Antigua GFC              | 19  | 18 | 4  | 7 | 7 | 18 | 21 | -3   |
| 8    | Deportivo Zacapa         | 19  | 18 | 4  | 7 | 7 | 27 | 33 | -6   |
| 9    | Aurora FC                | 19  | 18 | 4  | 7 | 7 | 16 | 25 | -9   |
| 10   | Deportivo Marquense      | 19  | 18 | 5  | 4 | 9 | 23 | 35 | -12  |

| Légende : Qualifications et relégations | Légende : Qualifications et relégations          |
| --------------------------------------- | ------------------------------------------------ |
|                                         | Qualifié pour les demi-finales                   |
|                                         | Qualifié pour les quarts de finale               |
|                                         | T Tenant du titre P Promu de la saison 2002-2003 |

#### Matchs
| Résultats (▼dom., ►ext.)                                   | Ant | Aur | Cob | Com | Jal | Mar | Mun | Tec | Xel | Zac |
| Antigua GFC                                                |     | 1-1 | 1-1 | 0-0 | 2-1 | 1-0 | 1-1 | 0-0 | 0-1 | 2-1 |
| Aurora FC                                                  | 2-1 |     | 0-0 | 0-0 | 1-1 | 2-2 | 0-3 | 4-1 | 1-0 | 1-0 |
| Cobán Imperial                                             | 1-0 | 2-1 |     | 0-1 | 3-4 | 3-1 | 2-0 | 0-0 | 1-1 | 1-0 |
| CSD Comunicaciones                                         | 1-1 | 4-1 | 2-1 |     | 5-1 | 4-0 | 1-0 | 5-2 | 1-0 | 1-1 |
| CD Jalapa                                                  | 3-3 | 3-0 | 0-2 | 2-2 |     | 4-0 | 3-3 | 5-3 | 1-0 | 3-0 |
| Deportivo Marquense                                        | 2-0 | 0-0 | 2-0 | 4-3 | 4-2 |     | 0-2 | 1-0 | 1-3 | 2-2 |
| CSD Municipal                                              | 2-1 | 2-0 | 3-2 | 4-2 | 3-1 | 4-1 |     | 2-2 | 2-4 | 1-0 |
| Deportivo Teculután (en)                                   | 2-1 | 2-0 | 0-0 | 1-1 | 1-0 | 1-0 | 1-0 |     | 5-1 | 2-2 |
| Xelaju MC                                                  | 2-0 | 1-0 | 1-2 | 1-2 | 1-1 | 2-1 | 0-1 | 3-1 |     | 3-3 |
| Deportivo Zacapa                                           | 0-3 | 2-2 | 2-1 | 2-3 | 2-1 | 2-2 | 3-3 | 2-1 | 3-1 |     |
| - Victoire à domicile - Match nul - Victoire à l'extérieur |     |     |     |     |     |     |     |     |     |     |

### La phase finale
Les six équipes qualifiées sont réparties dans le tableau final d'après leur classement général, le premier affrontant lors des demi-finales le vainqueur du quart opposant le quatrième au cinquième et le deuxième affrontant le vainqueur du quart opposant le troisième au sixième.
En cas d'égalité sur la somme des deux matchs, c'est l'équipe étant la mieux classé lors de la compétition régulière qui l'emporte à l'exception de la finale où une prolongation puis une séance de tirs au but ont éventuellement lieu.

#### Tableau
|  |                          |               |               |               |                |     |   |            |            |            |            |                    |     |   |        |        |        |        |        |  |  |
|  | 1/4 de finale            | 1/4 de finale | 1/4 de finale | 1/4 de finale | 1/4 de finale  |     |   | 1/2 finale | 1/2 finale | 1/2 finale | 1/2 finale | 1/2 finale         |     |   | Finale | Finale | Finale | Finale | Finale |  |  |
|  |                          |               |               |               |                |     |   |            |            |            |            |                    |     |   |        |        |        |        |        |  |  |
|  |                          |               |               |               |                |     |   |            |            |            |            |                    |     |   |        |        |        |        |        |  |  |
|  |                          |               |               |               |                |     |   |            |            |            |            |                    |     |   |        |        |        |        |        |  |  |
|  |                          |               |               |               |                |     |   |            |            |            |            |                    |     |   |        |        |        |        |        |  |  |
|  |                          |               |               |               |                |     |   |            |            |            |            |                    |     |   |        |        |        |        |        |  |  |
|  | CSD Comunicaciones       | (1)           | 0             | 3             |                |     |   |            |            |            |            |                    |     |   |        |        |        |        |        |  |  |
|  | CSD Comunicaciones       | (1)           | 0             | 3             |                |     |   |            |            |            |            |                    |     |   |        |        |        |        |        |  |  |
|  |                          |               | Xelaju MC     | (4)           | 2              | 1   |   |            |            |            |            |                    |     |   |        |        |        |        |        |  |  |
|  | Xelaju MC                | (4)           | Xelaju MC     | (4)           | 2              | 1   | 0 | 2          |            |            |            |                    |     |   |        |        |        |        |        |  |  |
|  | Xelaju MC                | (4)           |               |               |                |     |   |            |            |            |            |                    |     |   |        |        |        |        |        |  |  |
|  | Deportivo Teculután (en) | (5)           | 2             | 0             |                |     |   |            |            |            |            |                    |     |   |        |        |        |        |        |  |  |
|  | Deportivo Teculután (en) | (5)           | 2             | 0             |                |     |   |            |            |            |            | CSD Comunicaciones | (1) | 2 | 0      |        |        |        |        |  |  |
|  |                          |               |               |               |                |     |   |            |            |            |            | CSD Comunicaciones | (1) | 2 | 0      |        |        |        |        |  |  |
|  |                          | CSD Municipal | (2)           | 3             | 0              |     |   |            |            |            |            |                    |     |   |        |        |        |        |        |  |  |
|  | Cobán Imperial           | CSD Municipal | (2)           | 3             | 0              | (3) | 2 | 1          |            |            |            |                    |     |   |        |        |        |        |        |  |  |
|  | Cobán Imperial           |               |               |               |                |     | 2 | 1          |            |            |            |                    |     |   |        |        |        |        |        |  |  |
|  | CD Jalapa                | (6)           | 1             | 1             |                |     |   |            |            |            |            |                    |     |   |        |        |        |        |        |  |  |
|  | CD Jalapa                | (6)           | 1             | 1             | Cobán Imperial | (3) | 1 | 0          |            |            |            |                    |     |   |        |        |        |        |        |  |  |
|  |                          |               |               |               |                | (3) | 1 | 0          |            |            |            |                    |     |   |        |        |        |        |        |  |  |
|  |                          |               | CSD Municipal | (2)           | 0              | 4   |   |            |            |            |            |                    |     |   |        |        |        |        |        |  |  |
|  |                          |               |               |               |                | 4   |   |            |            |            |            |                    |     |   |        |        |        |        |        |  |  |
|  |                          |               |               |               |                |     |   |            |            |            |            |                    |     |   |        |        |        |        |        |  |  |
|  |                          |               |               |               |                |     |   |            |            |            |            |                    |     |   |        |        |        |        |        |  |  |
|  |                          |               |               |               |                |     |   |            |            |            |            |                    |     |   |        |        |        |        |        |  |  |

#### Quarts de finale
| Club           | Aller | Retour | Club                     | Commentaire |
| Xelaju MC      | 0-2   | 2-0    | Deportivo Teculután (en) |             |
| Cobán Imperial | 2-1   | 1-1    | CD Jalapa                |             |

#### Demi-finales
| Club               | Aller | Retour | Club           | Commentaire |
| CSD Comunicaciones | 0-2   | 3-1    | Xelaju MC      |             |
| CSD Municipal      | 0-1   | 4-0    | Cobán Imperial |             |

#### Finale
| Match aller      | CSD Municipal                                                     | 3:2   | CSD Comunicaciones                        | Stade Mateo Flores |  |
| 26 décembre 2003 | 12e Selvin Ponciano · 18e Carlos Figueroa · 69e Juan Carlos Plata | (2:1) | 33e Johnny Cubero · 48e Dwight Pezzarossi |                    |  |

| Match retour     | CSD Comunicaciones        | 2:4   | CSD Municipal                                         | Stade Mateo Flores |  |
| 30 décembre 2003 | But inscrit · But inscrit | (0:0) | But inscrit · But inscrit · But inscrit · But inscrit |                    |  |

## Bilan du tournoi
| Tournoi d'ouverture du championnat de football du Guatemala 2003 |                    |
| Champion                                                         | CSD Municipal      |
| Dauphin                                                          | CSD Comunicaciones |
| Qualifications continentales                                     |                    |
| Copa Interclubes UNCAF 2004 (en) (Deuxième tour/Premier tour)    | CSD Municipal      |